# Президентские выборы на Северном Кипре (2020)
Президентские выборы в Турецкой Республике Северного Кипра 2020 года прошли в два тура. Первый начался 11 октября 2020 года вместе с референдумом по Конституции и в нём участвовало 11 кандидатов. Так как по итогам первого тура никто из кандидатов не набрал необходимого большинства голосов 18 октября 2020 года был назначен второй тур в который вышли Эрсин Татар, считающийся сторонником окончательного разделения острова и действующий президент, сторонник федерации Мустафу Акынджи. Победу во втором туре с минимальным перевесом одержал Эрсин Татар.
Первоначально выборы были запланированы на 26 апреля 2020 года, но были перенесены на шесть месяцев из-за пандемии COVID-19.
Накануне выборов произошло несколько скандалов, в частности президент Турции Эрдоган пригласил Эрсина Татара в Анкару, где они торжественно открыли отремонтированный водовод с материка на остров, а также было объявлено о частичном открытии зоны Вароши в Фамагусте в нарушение резолюций Совета Безопасности ООН. Этот шаг был встречен осуждением со стороны главы внешнеполитического ведомства Европейского союза Жозепа Боррелла и выражением озабоченности со стороны Совета Безопасности ООН и России..